# Jackson’s Kustom Buggies
Jackson’s Kustom Buggies war ein britischer Hersteller von Automobilen.

## Unternehmensgeschichte
John Jackson gründete 1970 das Unternehmen im Londoner Stadtteil Acton Green und begann mit der Produktion von Automobilen. Der Markenname lautete Kustom Buggy. 1972 endete die Produktion. Insgesamt entstanden etwa 30 Exemplare. Außerdem verkaufte das Unternehmen Fahrzeuge von Essex Proto Conversions.
Der Export erfolgte nach Zypern.

## Fahrzeuge
Das einzige Modell Buggy war ein VW-Buggy. Die Basis bildete das gekürzte Fahrgestell vom VW Käfer. 1970 kostete ein fertiges Fahrzeug ab 449 Pfund.